# Malouinière du Valmarin
 (mars 2024).
La Malouinière du Valmarin est une demeure historique du XVIIIe siècle, localisée en France sur la commune de Saint-Malo, dans le département de l'Ille-et-Vilaine, en région Bretagne. Elle est située en plein cœur de la ville et est la seule malouinière transformée en hôtel.

## Architecture
Appelée « Le Valmarin », elle dispose d'un bâtiment principal de cinq travées, des cheminées élevées, une toiture comprenant quatre versants et quatre pots à feu installés entre deux cheminées massives. Cette construction traditionnelle est de forme rectangulaire et d'une composition symétrique sur chaque façade, sans aucun ornement ni recherche d'effets spécifiques.   
La façade de cette construction est symétrique par rapport à un axe de composition, comportant des mansardes situées directement au-dessus de 3 à 7 travées, marquées par des fenêtres hautes à petits carreaux. En pierres apparentes, la façade est recouverte d'un enduit blanc, mettant en valeur son avant-corps central ; il offre à la pièce principale une vue imprenable sur la verdure.  
Les portes et les maillons sont faits de granit des îles Chausey.  
Les espaces du rez-de-chaussée sont interconnectés, le corridor a maintenu sa décoration, le sol en marbre est un sol composé de motifs géométriques. Le vestibule, pavé de carreaux, est équipé d'une cheminée en marbre et d'un escalier en bois, ainsi que de planchers cloutés à côté. 
À l'étage, un palier distribue les chambres, les greniers et les combles, car les toitures à quatre pans et leur forte pente imposent des fermes de toit sophistiquées.   
Le parc, fermé, s'étend sur une superficie de 4 000 mètres carrés, dans le quartier de la Tour Solidor ; il abrite des arbres centenaires, certains de plus de 300 ans. La grille qui marque l'entrée du parc s'ouvre sur une allée spacieuse qui conduit directement au logis, en traversant les communs. Le parc à la française, qui se situe de l'autre côté, est agencé en terrasses et se conclut par une pièce d'eau.  

## Historique
La propriété est construite au cours des années 1720. 
En 1980, la propriété, appartenant au maire Marcel Plancher, a été acquise afin de la transformer en hôtel. 
La Malouinière, y compris les façades et toitures du logis, le portail d'entrée, la cour d'entrée et le jardin, bénéficie d'une inscription au titre des monuments historiques par arrêté du 14 novembre 2013.